# Língua ma'di
A língua ma'di é uma língua falada em Uganda e no Sudão do Sul. O povo ma'di se refere à língua como ma'di ti, lit.  "boca ma'di".
O povo ma'di tanto no Sudão do Sul e em Uganda vive às margens do rio Nilo. A população é de cerca de 250 mil pessoas (50 mil delas no Sudão). A língua ma'di é mutuamente inteligível com a olu’bo, lugbara, moru, avoyaka e keliko, todas do grupo moru-madi.

## Fonologia
Ma'di é um língua tonal, na qual o significado das palavras depende da entonação. São três os tons (alto, médio, baixo). Há diversas consoantes implosivas: /ɓ/ ('b), /ɗ/ ('d), /ʄ/ ('j), /ɠɓ/ ('gb). Há sons articulados de forma secundária (/kʷ/), sendo que estes não ocorrem antes de vogais traseiras, e dupla (/ɡb/, /kp/) e também primários (/f/, /v/). A língua tem possui a oclusiva glotal (/ʔ/) que aparecem no meio ou no fim das palavras.
Ocorrem dez vogais: /a, e, i, o, u/ e  /a, ɛ, ɪ, ɔ, ʊ/.
| .       | Frontal | Central | Posterior |
| ------- | ------- | ------- | --------- |
| Fechada | ɪ       | ʉ       | ʊ         |
| Média   |         | ə       |           |
| Aberta  |         | ɐ       |           |

| .       | Frontal | Central | Posterior |
| ------- | ------- | ------- | --------- |
| Fechada | i       |         | u         |
| Média   | e       |         | o         |
| Aberta  |         | a       |           |

## Sociolinguística
A maioria dos ma'dis são bilíngues e, no Sudão do Sul, os ma’dis que têm escolaridade falam inglês e/ou árabe, além de que muitos também falam uma versão árabe juba do Sudão do Sul bastante influenciada pela língua nubi falada em Uganda. Pode-se dizer, então, que as palavras emprestadas têm sua origem ou no inglês, no juba, ou mesmo no suaíli, pois a classe com escolaridade de Uganda conta com muitos falantes dessa língua. Muitos ma'dis de Uganda se deslocaram ao Sudão do Sul com a queda de Idi Amin, entretanto, poucos falam o árabe juba. Isso decorre do fato de que, pouco depois de terem se instalado no Sudão do Sul, muitos voltaram a Uganda por causa da onda de violência no Sudão em 1983.
Existe uma interação linguística interessante entre o ma'di, o acholi: muitos ma'dis falam acholi, mas poucos acholis falam ma'di. Isso ocorre pois os ma'dis foram deslocados para Uganda durante a guerra civil sudanesa nos anos 60, fazendo com que muitos se reestabelecessem nas áreas habitadas pelos acholis. Com isso, ao voltarem à sua terra-natal, muitos falavam acholi.